# Kevin Danaher
Dr Kevin Danaher (ur. 1950) – amerykański działacz społeczny, od wielu lat aktywny w ruchu antyglobalistycznym. Z wykształcenia socjolog, jednak szybko porzucił karierę akademicką dla działalności pozarządowej, m.in. w organizacji Food First. W 1988 r. był jednym z współzałożycieli znanej międzynarodowej organizacji Global Exchange walczącej o respektowanie społecznych, ekonomicznych i ekologicznych praw człowieka, m.in. poprzez kampanie społeczne (od lat nagłaśnia przypadki niemoralnych praktyk koncernu Nike), sieć sklepów opartych na zasadach sprawiedliwego handlu oraz tzw. reality tours - wycieczki pokazujące prawdziwe życie w krajach Trzeciego Świata.
Autor wielu książek poświęconych krytyce globalizacji, międzynarodowych korporacji i instytucji finansowych m.in. Insurrection: The Citizen Challenge to Corporate Power, Corporations Are Gonna Get Your Mama: Globalization and the Downsizing of the American Dream, Democratizing the Global Economy: The Battle Against the World Bank and the IMF. Radykalny przeciwnik polityki George’a W. Busha.